# Coupe de la Ligue japonaise de football 2008
Navigation
Coupe de la Ligue 2007 Coupe de la Ligue 2009
La coupe de la Ligue japonaise 2008 est la 16e édition de la Coupe de la Ligue japonaise, organisée par la J.League, elle oppose les 18 équipes de J.League du 20 mars 2008 au 1er novembre 2008.
Le vainqueur se qualifie pour la Coupe Levain.

## Format
Les 18 équipes évoluant en J.League 2008 participent au tournoi et 2 participants de la Ligue des champions de l'AFC 2008 participent à partir des 1/4 de finale.

## Phase de groupes
Les premiers de chaque groupe et les deux meilleurs deuxième se qualifient pour les 1/4 de finales.

### Groupe A
| Rang | Équipe             | Pts | J | G | N | P | Bp | Bc | Diff |  | Résultats (▼ dom., ► ext.) | NAG | KOB | KYO | URA |
| ---- | ------------------ | --- | - | - | - | - | -- | -- | ---- |  | -------------------------- | --- | --- | --- | --- |
| 1    | Nagoya Grampus     | 15  | 6 | 5 | 0 | 1 | 14 | 5  | +9   |  | Nagoya Grampus             |     | 2-0 | 0-1 | 4-2 |
| 2    | Vissel Kobe        | 10  | 6 | 3 | 1 | 2 | 5  | 5  | 0    |  | Vissel Kobe                | 0-1 |     | 1-1 | 2-1 |
| 3    | Kyoto Sanga FC     | 6   | 6 | 1 | 3 | 2 | 7  | 8  | -1   |  | Kyoto Sanga FC             | 1-2 | 0-1 |     | 3-3 |
| 4    | Urawa Red Diamonds | 2   | 6 | 0 | 2 | 4 | 8  | 16 | -8   |  | Urawa Red Diamonds         | 1-5 | 0-1 | 1-1 |     |

### Groupe B
| Rang | Équipe          | Pts | J | G | N | P | Bp | Bc | Diff |  | Résultats (▼ dom., ► ext.) | SHI | FCT | IWA | TOK |
| ---- | --------------- | --- | - | - | - | - | -- | -- | ---- |  | -------------------------- | --- | --- | --- | --- |
| 1    | Shimizu S-Pulse | 11  | 6 | 3 | 2 | 1 | 13 | 6  | +7   |  | Shimizu S-Pulse            |     | 3-1 | 4-2 | 5-0 |
| 2    | FC Tokyo        | 11  | 6 | 3 | 2 | 1 | 12 | 7  | +5   |  | FC Tokyo                   | 1-1 |     | 1-1 | 3-0 |
| 3    | Júbilo Iwata    | 10  | 6 | 3 | 1 | 2 | 10 | 7  | +3   |  | Júbilo Iwata               | 2-0 | 0-2 |     | 3-0 |
| 4    | Tokyo Verdy     | 1   | 6 | 0 | 1 | 5 | 2  | 17 | -15  |  | Tokyo Verdy                | 0-0 | 2-4 | 0-2 |     |

### Groupe C
| Rang | Équipe                    | Pts | J | G | N | P | Bp | Bc | Diff |  | Résultats (▼ dom., ► ext.) | iICH | KAS | KAW | SAP |
| ---- | ------------------------- | --- | - | - | - | - | -- | -- | ---- |  | -------------------------- | ---- | --- | --- | --- |
| 1    | JEF United Ichihara Chiba | 12  | 6 | 3 | 3 | 0 | 9  | 5  | +4   |  | JEF United Ichihara Chiba  |      | 1-1 | 3-2 | 0-0 |
| 2    | Kashiwa Reysol            | 9   | 6 | 2 | 3 | 1 | 9  | 7  | +2   |  | Kashiwa Reysol             | 1-1  |     | 3-1 | 1-1 |
| 3    | Kawasaki Frontale         | 6   | 6 | 2 | 0 | 4 | 9  | 10 | -1   |  | Kawasaki Frontale          | 0-2  | 3-0 |     | 2-0 |
| 4    | Consadole Sapporo         | 5   | 6 | 1 | 2 | 3 | 4  | 9  | -5   |  | Consadole Sapporo          | 1-2  | 0-3 | 2-1 |     |

### Groupe D
| Rang | Équipe              | Pts | J | G | N | P | Bp | Bc | Diff |  | Résultats (▼ dom., ► ext.) | YOK | OIT | NII | OMI |
| ---- | ------------------- | --- | - | - | - | - | -- | -- | ---- |  | -------------------------- | --- | --- | --- | --- |
| 1    | Yokohama F. Marinos | 12  | 6 | 3 | 3 | 0 | 8  | 2  | +6   |  | Yokohama F. Marinos        |     | 1-0 | 0-0 | 4-0 |
| 2    | Oita Trinita        | 11  | 6 | 3 | 2 | 1 | 9  | 5  | +4   |  | Oita Trinita               | 2-2 |     | 3-0 | 1-0 |
| 3    | Albirex Niigata     | 4   | 6 | 0 | 4 | 2 | 4  | 8  | -4   |  | Albirex Niigata            | 0-1 | 1-1 |     | 2-2 |
| 4    | Omiya Ardija        | 3   | 6 | 0 | 3 | 3 | 4  | 10 | -6   |  | Omiya Ardija               | 0-0 | 1-2 | 1-1 |     |

### Phase finale
|  | Quarts de finale    | Quarts de finale    | Quarts de finale    | Quarts de finale    |                   |                   | Demi-finales | Demi-finales | Demi-finales | Demi-finales |  |  | Finale                          | Finale | Finale | Finale |
|  |                     |                     |                     |                     |                   |                   |              |              |              |              |  |  |                                 |        |        |        |
|  |                     |                     |                     |                     |                   |                   |              |              |              |              |  |  | Stade olympique national, Tokyo |        |        |        |
|  |                     |                     |                     |                     |                   |                   |              |              |              |              |  |  |                                 |        |        |        |
|  | Urawa Red Diamonds  | Urawa Red Diamonds  | 2                   | 0                   |                   |                   |              |              |              |              |  |  |                                 |        |        |        |
|  | Urawa Red Diamonds  | Urawa Red Diamonds  | 2                   | 0                   |                   |                   |              |              |              |              |  |  |                                 |        |        |        |
|  | Shimizu S-Pulse     | Shimizu S-Pulse     | 1                   | 3                   |                   |                   |              |              |              |              |  |  |                                 |        |        |        |
|  | Shimizu S-Pulse     | Shimizu S-Pulse     | 1                   | 3                   | Shimizu S-Pulse   | Shimizu S-Pulse   | 2            | 0            |              |              |  |  |                                 |        |        |        |
|  |                     |                     |                     |                     | Shimizu S-Pulse   | Shimizu S-Pulse   | 2            | 0            |              |              |  |  |                                 |        |        |        |
|  |                     |                     | FC Tokyo            | FC Tokyo            | 2                 | 1                 |              |              |              |              |  |  |                                 |        |        |        |
|  | FC Tokyo            | FC Tokyo            | FC Tokyo            | FC Tokyo            | 2                 | 1                 | 5            | 1            |              |              |  |  |                                 |        |        |        |
|  | FC Tokyo            | FC Tokyo            |                     |                     |                   |                   |              | 1            |              |              |  |  |                                 |        |        |        |
|  | Nagoya Grampus      | Nagoya Grampus      | 1                   | 2                   |                   |                   |              |              |              |              |  |  |                                 |        |        |        |
|  | Nagoya Grampus      | Nagoya Grampus      | 1                   | 2                   | FC Tokyo          | FC Tokyo          | 2            | 2            |              |              |  |  |                                 |        |        |        |
|  |                     |                     |                     |                     | FC Tokyo          | FC Tokyo          | 2            | 2            |              |              |  |  |                                 |        |        |        |
|  |                     |                     | Kawasaki Frontale   | Kawasaki Frontale   | 0                 | 0                 |              |              |              |              |  |  |                                 |        |        |        |
|  | Kashima Antlers     | Kashima Antlers     | Kawasaki Frontale   | Kawasaki Frontale   | 0                 | 0                 | 1            | 0            |              |              |  |  |                                 |        |        |        |
|  | Kashima Antlers     | Kashima Antlers     |                     |                     |                   |                   |              |              |              |              |  |  |                                 |        |        |        |
|  | Kawasaki Frontale   | Kawasaki Frontale   | 0                   | 3ap                 |                   |                   |              |              |              |              |  |  |                                 |        |        |        |
|  | Kawasaki Frontale   | Kawasaki Frontale   | 0                   | 3ap                 | Kawasaki Frontale | Kawasaki Frontale | 2            | 1            |              |              |  |  |                                 |        |        |        |
|  |                     |                     |                     |                     | Kawasaki Frontale | Kawasaki Frontale | 2            | 1            |              |              |  |  |                                 |        |        |        |
|  |                     |                     | Yokohama F. Marinos | Yokohama F. Marinos | 0                 | 1                 |              |              |              |              |  |  |                                 |        |        |        |
|  | Gamba Osaka         | Gamba Osaka         | Yokohama F. Marinos | Yokohama F. Marinos | 0                 | 1                 | 1            | 2            |              |              |  |  |                                 |        |        |        |
|  | Gamba Osaka         | Gamba Osaka         |                     |                     |                   |                   |              | 2            |              |              |  |  |                                 |        |        |        |
|  | Yokohama F. Marinos | Yokohama F. Marinos | 3                   | 1                   |                   |                   |              |              |              |              |  |  |                                 |        |        |        |
|  | Yokohama F. Marinos | Yokohama F. Marinos | 3                   | 1                   |                   |                   |              |              |              |              |  |  |                                 |        |        |        |
|  |                     |                     |                     |                     |                   |                   |              |              |              |              |  |  |                                 |        |        |        |

### Quarts de finale
| Équipe                    | Aller | Total  | Retour | Équipe              |
| ------------------------- | ----- | ------ | ------ | ------------------- |
| Gamba Osaka               | 1 - 0 | 2E - 2 | 1 - 2  | Yokohama F. Marinos |
| FC Tokyo                  | 1 - 2 | 2 - 3  | 1 - 1  | Oita Trinita        |
| Kashima Antlers           | 0 - 0 | 1 - 2  | 1 - 2  | Shimizu S-Pulse     |
| JEF United Ichihara Chiba | 0 - 1 | 0 - 2  | 0 - 1  | Nagoya Grampus      |

### Demi-finales
| Équipe          | Aller | Total | Retour | Équipe       |
| --------------- | ----- | ----- | ------ | ------------ |
| Nagoya Grampus  | 1 - 1 | 1 - 2 | 0 - 1  | Oita Trinita |
| Shimizu S-Pulse | 1 - 1 | 4 - 3 | 3 - 2  | Gamba Osaka  |

### Finale
| Samedi 1er novembre 2008                | Oita Trinita               | 2 - 0                 | Shimizu S-Pulse | Stade olympique national, Tokyo                     |                                                     |
|                                         | Takamatsu 68e · Uéslei 90e | (0 - 0)               |                 | Spectateurs : 44 723 Arbitrage : Toshimitsu Yoshida | Spectateurs : 44 723 Arbitrage : Toshimitsu Yoshida |
| Uemoto 33e · Fujita 84e · Shimokawa 85e | Rapport                    | 74e Takagi · 90e Hara |                 | Spectateurs : 44 723 Arbitrage : Toshimitsu Yoshida | Spectateurs : 44 723 Arbitrage : Toshimitsu Yoshida |

## Statistiques

### Meilleurs buteurs
|                    | Buteur         | Club              | Buts | MJ |
| ------------------ | -------------- | ----------------- | ---- | -- |
| Médaille d'or      | Keita Sugimoto | Nagoya Grampus    | 5    | 9  |
| Médaille d'argent  | Juninho        | Kawasaki Frontale | 4    | 6  |
| Médaille de bronze | Uéslei         | Oita Trinita      | 4    | 9  |
| 4                  | Takuma Edamura | Shimizu S-Pulse   | 4    | 11 |
| 5                  | Sōta Hirayama  | FC Tokyo          | 4    | 8  |